# 無鑑査
無鑑査（むかんさ）とは、主に芸術分野において、ある特定の展覧会や団体・同人から、過去の実績を元に「（主催者側の）審査・鑑査なしで出品が可能」と認められること。またその人物や作品。英語ではexemption of examinationなどと表記される。
特に著名な展覧会や団体において「無鑑査」を認められることは、その人物や作品が長期間に渡り当該分野で高い評価を受けていることの証明ともされる。また重要無形文化財保持者など、公的機関からその業績を認められたものに対し「名誉無鑑査」の称号を与えている団体もある。
ただ一方で、戦前の帝国美術院において無鑑査がベテランにとって半ば既得権益化したため、1935年の帝国美術院改組の際にはその存在が一時問題視されたほか、2013年に明るみに出た日本美術展覧会（日展）の入選者数事前配分問題においても、第三者委員会の報告書の中で無鑑査の存在が問題点の一つとして挙げられるなど、無鑑査制度の存在がしばしば改革の対象として俎上に上ることがある。
これに類似するものとして、全国菓子大博覧会における「名誉無鑑査賞」があるが、これはあくまで審査の結果与えられる賞の一つであり、本来の無鑑査とはやや趣旨が異なっている。
なお、単に「無鑑査」と表記した場合、主催者側の事前審査が一切なく「誰でも出品可能な展覧会」を意味する場合もあるため（アンデパンダン展など）、文脈によってどちらの意味で使用されているかを注意する必要がある。